# كريستيان باتوتشيو
كريستيان باتوتشيو (بالإسبانية: Cristian Battocchio)‏ (10 فبراير 1992 بروساريو في الأرجنتين - ) هو لاعب كرة قدم أرجنتيني في مركز الوسط. شارك مع منتخب إيطاليا تحت 20 سنة لكرة القدم ومنتخب إيطاليا تحت 21 سنة لكرة القدم ومنتخب إيطاليا لكرة القدم للدرجة الثانية ‏. أما مع النوادي، فقد لعب مع نادي أودينيزي ونادي بريست ونادي واتفورد ونادي فيرتوس إينتيلا.

## وصلات خارجية
- كريستيان باتوتشيو على موقع رابطة كرة القدم اليابانية للمحترفين (اليابانية)
- كريستيان باتوتشيو على موقع قاعدة بيانات كرة القدم.إي يو (الإنجليزية)
- كريستيان باتوتشيو على موقع Soccerbase.com (لاعب) (الإنجليزية)
- كريستيان باتوتشيو على موقع Soccerway.com (الإنجليزية)
- كريستيان باتوتشيو على موقع عالم كرة القدم.نت (الإنجليزية)
- كريستيان باتوتشيو على موقع AS.com (الإسبانية)